# بريان نيلسون
بريان نيلسون (بالإنجليزية: Bryan Nelson)‏ هو سياسي أمريكي، ولد في 14 سبتمبر 1958 في أورلاندو في الولايات المتحدة. حزبياً، نشط في الحزب الجمهوري. وقد انتخب عضو مجلس نواب فلوريدا.